# Gråryggig albatross
Gråryggig albatross (Thalassarche salvini) är en fåtalig fågelart i familjen albatrosser inom ordningen stormfåglar.

## Utseende
Gråryggig albatross är en medelstor svartvit albatross med en kroppslängd på 90 centimeter. Vuxna fåglar har silvergrå hätta och haka, grått ansikte, strupe och övre delen av manteln samt gråsvart på rygg, vingovansida och stjärt. Övergumpen är vit, liksom vingundersidan (bortsett från en svart fläck vid basen av undervingens framkant samt svart på både vingspetsarna liksom vingarnas fram- och bakkant). Näbben är grågrön med en blekgul rygg. På näbbspetsen har den gult på övre näbbhalvan och en mörk fläck på den undre. Ungfåglar har mer utbrett grått och näbben är svartspetsat på båda näbbhalvorna. Liknande chathamalbatrossen har lysande gul näbb samt är gråare på huvudet.

## Utbredning och systematik
Fågeln häckar på Crozet-, Snare- och Bountyöarna. Den behandlas som monotypisk, det vill säga att den inte delas in i några underarter. Vissa anser den vara en underart till gråkindad albatross (T. cauta).

## Levnadssätt
Gråryggig albatross är en kolonihäckande fågel som till skillnad från flera andra albatrossarter häckar varje år. Häckningen sker på små, vegetationsfria klippöar. Den lägger ägg i augusti-september som kläcks i tredje veckan i oktober och ungarna är flygga i mars-april. Fågeln lever av bläckfisk och fisk.

## Status och hot
Gråryggig albatross kan ha minskat kraftigt i antal, även om olika beräkningsmetoder gör en jämförelse problematisk. Oavsett har den ett mycket begränsat utbredningsområde där den häckar i endast en liten ögrupp och är därför sårbar för plötsliga händelser. Internationella naturvårdsunionen IUCN kategoriserar den därför som sårbar.

## Namn
Fågelns vetenskapliga artnamn hedrar den engelske ornitologen Osbert Salvin (1835-1898). Tidigare kallades den salvinalbatross även på svenska, men tilldelades 2024 ett mer informativt namn av BirdLife Sveriges taxonomikommitté.